# Vittjärnen (Bjurholms socken, Ångermanland)
Vittjärnen är en sjö i Bjurholms kommun i Ångermanland och ingår i Öreälvens huvudavrinningsområde. Sjön har en area på 0,242 kvadratkilometer och ligger 245 meter över havet.

## Delavrinningsområde
Vittjärnen ingår i det delavrinningsområde (710692-166007) som SMHI kallar för Ovan Ottervattsbäcken. Medelhöjden är 252 meter över havet och ytan är 39,36 kvadratkilometer. Räknas de 142 avrinningsområdena uppströms in blir den ackumulerade arean 2 270,71 kvadratkilometer. Avrinningsområdets utflöde Öreälven (Örån) mynnar i havet. Avrinningsområdet består mestadels av skog (82 procent). Avrinningsområdet har 0,24 kvadratkilometer vattenytor vilket ger det en sjöprocent på 0,6 procent.